# Johann Georg Schütz

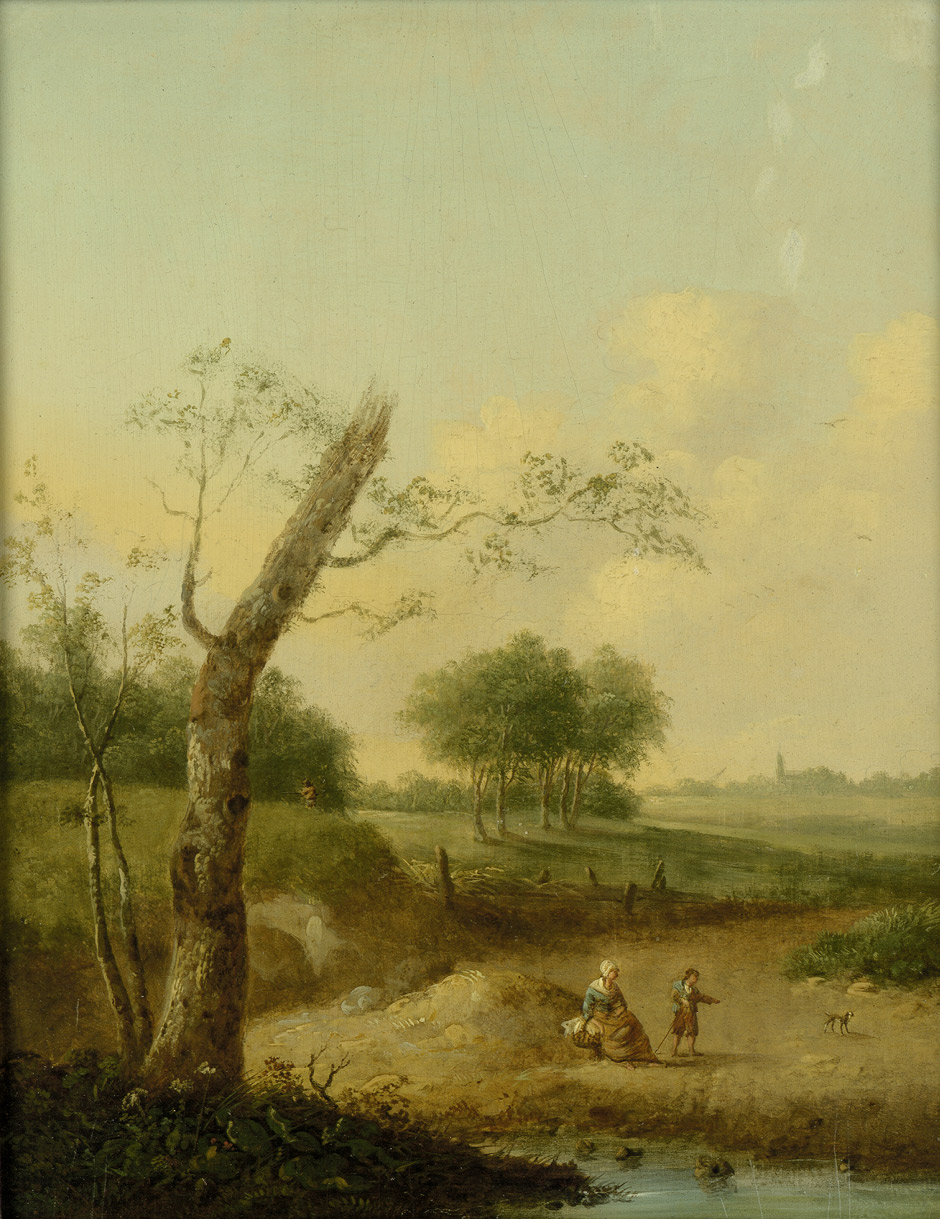
Flachlandschaft mit einer Bäuerin und ihrem Sohn am Fluß, im Hintergrund ein Jäger, Öl auf Eichenholz

Johann Georg Schütz (* 16. Mai 1755 in Frankfurt am Main; † 11. Mai 1813 ebenda) war ein deutscher Maler und Radierer.

## Leben und Werk
Schütz war der jüngere Sohn des Frankfurter Malers Christian Georg Schütz d. Ä. und dessen erster Ehefrau Anna Maria geb. Hochecker. Er erhielt seinen ersten Unterricht in der Werkstatt seines Vaters und studierte 1776 bis 1779 an der Kunstakademie in Düsseldorf. Nach ersten Versuchen als Landschaftsmaler spezialisierte er sich auf Historienbilder und Porträts.

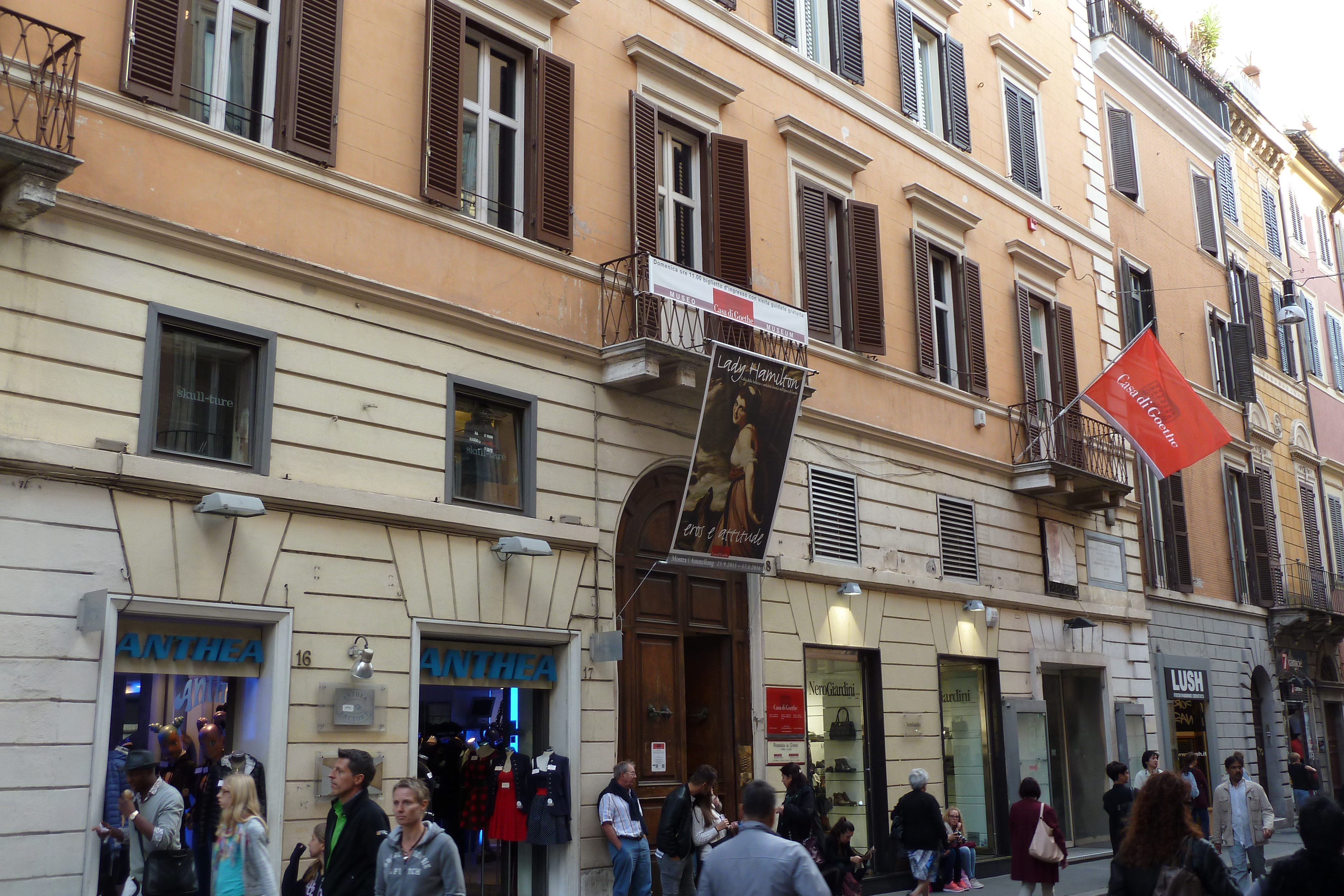
Die Casa di Goethe in der Via del Corso Nr. 18 in Rom

1779 bis 1784 lebte er wieder in seiner Heimatstadt, danach ließ er sich bis 1790 in Rom nieder. Er wohnte in der Wohnung von Johann Heinrich Wilhelm Tischbeins am Corso Nr. 18 (heute Museum „Casa di Goethe“), wo eine Art Wohngemeinschaft deutschsprachiger Künstler lebte, darunter Friedrich Bury, Heinrich Meyer und Johann Heinrich Lips. 1786 lernte er dadurch auch Johann Wolfgang von Goethe auf dessen Italienischer Reise kennen, der ebenfalls für über ein Jahr dort einzog. Goethe erwähnt Schütz in seiner Schrift Winkelmann und sein Jahrhundert. Schütz illustrierte Goethes Abhandlung Das römische Carneval mit 20 kolorierten Kupferstichen. In seinem Buch Italienische Reise schreibt Goethe über ihn: „Georg Schütz, ein Frankfurter, geschickt, ohne eminentes Talent, eher einem gewissen anständigen Behagen als anhaltender künstlerischer Tätigkeit ergeben, weswegen ihn die Römer auch il Barone nannten, begleitete mich auf meinen Wanderungen und ward mir vielfach nützlich.“ Schütz begleitete auch die Herzogin Amalie, die er 1787 mit ihrem Gefolge bei Ausflügen nach Tivoli zeichnete.
Nach der Rückkehr aus Rom ließ er sich wieder in Frankfurt nieder, wo er – zur Unterscheidung von anderen Malern aus seiner Familie, darunter dem nur wenig jüngeren Christian Georg Schütz „dem Vetter“ – der „Römer-Schütz“ genannt wurde. Ende 1791 übernahm er die Werkstatt seines verstorbenen Vaters Christian Georg Schütz d. Ä. Am 21. Oktober 1798 heiratete er Maria Thekla Würdwein aus Walldürn. Der aus dieser Ehe entstammende Sohn Christian Georg Schütz der Jüngere wurde ebenfalls Maler.
Schütz starb im Mai 1813 an der Schwindsucht. Eine Reihe seiner Zeichnungen und Gemälde befinden sich im Historischen Museum in Frankfurt.